# ناگاساوا کانه‌یه
ناگاساوا کانه‌یه (انگلیسی: Nagasawa Kanaye; ۲ فوریهٔ ۱۸۵۲ – ۱۴ فوریهٔ ۱۹۳۴) اهالی کسب‌وکار اهل ژاپن بود. اولین تبعه ژاپنی است که به‌طور دائم در ایالات متحده زندگی کرد. ناگاساوا در ۲ فوریه ۱۸۵۲ در کاگوشیما، ژاپن، یکی از اعضای خاندان شیمازو و پسر یک  سامورایی متولد شد. وی در ۱۲ یا ۱۳ سالگی، یکی از پانزده دانشجوی ساتسوما بود. آنان به‌طور قاچاق از ژاپن خارج شد و برای یادگیری آداب و رسوم، فناوری و سیستم‌های غربی به انگلستان فرستاده شدند. در این زمان، از طرف ارباب ساتسوما به او نام جدیدی اعطا شد تا خانواده اش را از عواقب قانونی احتمالی محافظت کند زیرا بیشتر سفرهای خارجی در زمان. ناگاساوا، برای تحصیل در دانشگاه خیلی جوان بود، برای زندگی در کنار خانواده توماس بلیک گلاور و تحصیل در مدرسه به ابردین، به اسکاتلند اعزام شد.